# Fast Retailing
Fast Retailing Co., Ltd. (яп. 株式会社ファーストリテイリング кабусики-гайся фа:суто ритеирингу, TYO: 9983) — японская многонациональная розничная холдинговая компания, со штаб-квартирой в городе Ямагути, префектура Ямагути, Япония, глобальный ритейлер одежды, крупнейший в мире по рыночной капитализации, а по продажам третий после испанской Inditex и шведской H&M. Крупнейшая в Азии розничная сеть по торговле одеждой, владелец брендов Uniqlo, J Brand, Comptoir des Cotonniers, GU, Theory, Helmut Lang, Princesse Tam-Tam, Link Theory Holdings Co., Ltd..
Основатель компании Тадаси Янаи с личным состоянием в 45 млрд долларов занимает 29-е место в списке богатейших людей мира по версии Forbes 2024 года и является самым богатым японцем.

## История
Компания была основана как магазин мужской одежды Огори Сёдзи в 1949 году и с капиталом в 6 миллионов иен официально зарегистрирована как Ogōri Shōji Co., Ltd. 1 мая 1963 года. В июне 1984 года компания открыла первый магазин повседневной одежды унисекс под названием «Склад уникальной одежды» (англ. Unique Clothing Warehouse) (сокращенно Uniqlo) в районе Нака в городе Хиросима.. Первоначально бренд собирались зарегистрировать как сокращение от «уникальная одежда» (англ. unique clothing). Однако в 1988 году, во время административной работы в Гонконге по регистрации бренда, сотрудники, отвечающие за регистрацию, неправильно записали букву «С» как «Q», так и родилось название бренда. Затем Тадаси Янаи изменил название магазина на Uniqlo. В сентябре 1991 года Огори Сёдзи сменила название на Fast Retailing Co., Ltd. и в июле 1994 года была зарегистрирована на Хиросимской фондовой бирже. В 1997 году компания Fast Retailing переняла у американского ритейлера Gap набор стратегий, известных как «SPA» (от англ. specialty-store/retailer of private-label apparel), что означает, что они будут производить свою собственную одежду и продавать её исключительно. Для реализации этой стратегии компания привлекла консалтинговую компанию The Brand Architect Group, которая занималась консультированием по вопросам розничной торговли, визуального мерчендайзинга и выкладки, дизайна магазинов и нового логотипа, разработанного Ричардом Сейрини и Сай Ченом из лос-анджелесского офиса The Brand Architect Group. Компания начала передавать производство одежды на фабрики в Китае. Рекламные кампании, качество одежды и новая планировка розничных магазинов также оказались плодотворными. В апреле 1997 года листинг в 2-й секции Токийской фондовой биржи. В феврале 1999 года листинг в 1-й секции Токийской фондовой биржи. В апреле 1999 года
открытие офиса в Шанхае в Китае для повышения эффективности управления производством. В октябре 2000 года запущена доставка по почте через Интернет. В сентябре 2001 года Uniqlo расширяется за рубежом (4 магазина в Лондоне, Англия). В 2004 году приобретён модный бренд Theory. В феврале 2004 года была приобретена компания National Standard Co., Ltd.. В декабре 2004 года основание Uniqlo Design Studio, New York, Inc. в США. Основание FR Air Korea, совместного предприятия с Lotte Shopping Co., Ltd. из Южной Кореи, для операций Uniqlo в Южной Корее. В марте 2005 года One Zone Co., Ltd. (бывшая Marutomi Shoe Co., Ltd.), стала дочерней компанией. В июне 2005 года французская Comptoir des Cotonniers, стала дочерней компанией. В сентябре 2005 года первый магазин Uniqlo в Южной Корее открывается в Сеуле. Первый магазин Uniqlo в США открывается в Нью-Джерси. Первый магазин Uniqlo открывается в Гонконге. Приобретена компания ASPESI Japan Co., Ltd. В 2005 году приобретена французская компания Princesse Tam-Tam. В 2006 году приобретён модный бренд Helmut Lang. В мае 2006 года основана компания GU. 24 августа 2006 года компания Cabin Co., Ltd. становится дочерней компанией. В феврале 2008 года View Company Co., Ltd. становится дочерней компанией. В июле 2009 года приобретена компания Link Theory Holdings Co., Ltd.. В апреле 2009 года открылся первый магазин Uniqlo в Сингапуре. В марте 2010 года основана дочерняя компания на Тайване, Taiwan Yui Warehouse Co., Ltd. В декабре 2012 года приобретено 80,1 % акций американской компании J Brand, занимающейся производством джинсовой одежды, примерно за 290 миллионов долларов США и 10 миллионов долларов США в качестве оплаты юридических услуг. 5 марта 2014 года компания зарегистрирована на Гонконгской фондовой бирже.